# Gévero Markiet
Gévero Markiet (Amsterdam, 8 april 1991) is een Nederlands voormalig betaald voetballer die bij voorkeur als verdediger speelt. 

## Carrière
Markiet stroomde in 2008 door vanuit de jeugd van FC Utrecht. In het seizoen 2009/10 speelde hij in de A-jeugd en in het seizoen 2010/11 in Jong FC Utrecht. Hij maakte op 30 augustus 2008 zijn debuut in het betaald voetbal, in een met 1–5 verloren wedstrijd  tegen PSV. Hij viel die dag na 69 minuten in voor Sander Keller. Markiet speelde op 18 februari 2011 zijn tweede wedstrijd in het eerste van FC Utrecht, tegen Heracles Almelo. Hij viel als invaller direct na de rust in voor Mark van der Maarel.
Op 31 augustus 2015 werd hij tot het einde van het seizoen 2015/16 verhuurd aan Helmond Sport. Na een half jaar zonder club te hebben gezeten, ging Markiet een halfjaar bij FC 08 Homburg voetballen. 
Na dit seizoen kwam zijn  profloopbaan ten einde en sloot hij zich in augustus 2017 op amateurbasis aan bij Helmond Sport, waar hij in oktober 2017  weer vertrok. Kort daarna werd bekend dat hij vanaf het seizoen 2018/19 als amateur uitkomt bij de selectie van IJsselmeervogels. 

## Profloopbaan
| Seizoen | Club            | Competitie           | Wedstrijden | Doelpunten |
| ------- | --------------- | -------------------- | ----------- | ---------- |
| 2008/09 | FC Utrecht      | Eredivisie           | 1           | 0          |
| 2010/11 | FC Utrecht      | Eredivisie           | 1           | 0          |
| 2011/12 | FC Utrecht      | Eredivisie           | 4           | 0          |
| 2012/13 | FC Utrecht      | Eredivisie           | 3           | 0          |
| 2013/14 | FC Utrecht      | Eredivisie           | 20          | 1          |
| 2014/15 | FC Utrecht      | Eredivisie           | 29          | 3          |
| 2015/16 | → Helmond Sport | Eerste divisie       | 30          | 3          |
| 2016/17 | FC 08 Homburg   | Regionalliga Südwest | 11          | 0          |
| 2017/18 | Helmond Sport   | Eerste divisie       | 4           | 0          |

Bijgewerkt op 20 september 2017.